# Wahlen 1917
◄◄ | ◄ | 1913 | 1914 | 1915 | 1916 | Wahlen 1917 | 1918 | 1919 | 1920 | 1921 | ► | ►►

Weitere Ereignisse
Folgende Wahlen fanden 1917 statt:
- am 5. Mai die Wahl zum Australischen Repräsentantenhaus, die eine absolute Mehrheit für die Partei von Premierminister Billy Hughes ergab
- am 6. Mai die Wahl zum Präsidenten Boliviens
- im September die Wahl zum Schwedischen Reichstag 1917
- am 1. und 2. Oktober die Parlamentswahl in Finnland 1917
- am 28. Oktober die Schweizer Parlamentswahlen 1917
- 6. November: Gouverneurswahl in Massachusetts 1917
- im November in Russland die Wahl der konstituierenden Versammlung
- am 17. Dezember die Kanadische Unterhauswahl 1917